# Da Nang
 (octobre 2024).
Si vous disposez d'ouvrages ou d'articles de référence ou si vous connaissez des sites web de qualité traitant du thème abordé ici, merci de compléter l'article en donnant les références utiles à sa vérifiabilité et en les liant à la section « Notes et références ».
 (octobre 2024).
La mise en forme du texte ne suit pas les recommandations de Wikipédia : il faut le « wikifier ».
Les points d'amélioration suivants sont les cas les plus fréquents. Le détail des points à revoir est peut-être précisé sur la page de discussion.
- Les titres sont pré-formatés par le logiciel. Ils ne sont ni en capitales, ni en gras.
- Le texte ne doit pas être écrit en capitales (les noms de famille non plus), ni en gras, ni en italique, ni en « petit »…
- Le gras n'est utilisé que pour surligner le titre de l'article dans l'introduction, une seule fois.
- L'italique est rarement utilisé : mots en langue étrangère, titres d'œuvres, noms de bateaux, etc.
- Les citations ne sont pas en italique mais en corps de texte normal. Elles sont entourées par des guillemets français : « et ».
- Les listes à puces sont à éviter, des paragraphes rédigés étant largement préférés. Les tableaux sont à réserver à la présentation de données structurées (résultats, etc.).
- Les appels de note de bas de page (petits chiffres en exposant, introduits par l'outil «  Source ») sont à placer entre la fin de phrase et le point final[comme ça].
- Les liens internes (vers d'autres articles de Wikipédia) sont à choisir avec parcimonie. Créez des liens vers des articles approfondissant le sujet. Les termes génériques sans rapport avec le sujet sont à éviter, ainsi que les répétitions de liens vers un même terme.
- Les liens externes sont à placer uniquement dans une section « Liens externes », à la fin de l'article. Ces liens sont à choisir avec parcimonie suivant les règles définies. Si un lien sert de source à l'article, son insertion dans le texte est à faire par les notes de bas de page.
- La présentation des références doit suivre les conventions bibliographiques. Il est recommandé d'utiliser les modèles {{Ouvrage}}, {{Chapitre}}, {{Article}}, {{Lien web}} et/ou {{Bibliographie}}. Le mode d'édition visuel peut mettre en forme automatiquement les références.
- Insérer une infobox (cadre d'informations à droite) n'est pas obligatoire pour parachever la mise en page.

Pour une aide détaillée, merci de consulter Aide:Wikification.
Si vous pensez que ces points ont été résolus, vous pouvez retirer ce bandeau et améliorer la mise en forme d'un autre article.
 (octobre 2024).
Đà Nẵng ou Da Nang, jadis appelée en Occident Tourane , est une ville de la région de la Côte centrale du Sud du Viêt Nam. L'ancienne cité appelée Indrapura, capitale du Champā entre 875 et 978, se trouve proche de la ville.
Đà Nẵng est située à environ 600 km de Hanoï (vol d'oiseau) et de Hô Chi Minh-Ville. Elle a été occupée par les Français puis par les Américains. C'est aujourd'hui la troisième ville du pays. Longtemps considérée comme une ville de province, la ville connaît un boom économique symbolisée par ses nombreux et récents gratte-ciel. De plus, depuis 2019, son taux d'urbanisation d'environ 85 % témoigne d'un développement accéléré et d'une population en pleine expansion. Cette transformation ouvre la voie à une modernisation accrue, faisant de Đà Nẵng un pôle urbain et économique majeur du pays.
Elle est à proximité des sites historiques du sanctuaire de Mỹ Sơn et de Hội An. L'un des joyaux de la ville est son musée de la sculpture cham créé par Henri Parmentier en 1915 et qui présente la plus belle collection des antiquités de la culture cham dans le monde.
La ville fut une colonie française de 1787 à 1795, avec l'archipel de Poulo Condor, puis au sein de l'Indochine française, de 1884 à 1954 : c'est donc la ville du Vietnam qui fut la première à être occupée par les Français, bien avant Saïgon.

## Géographie
Đà Nẵng est située à proximité de Huế, l'ancienne capitale impériale jusqu'à l'empereur Bao Dai sur l'estuaire du fleuve Han et au pied de la montagne Sơn Trà.
La ville de Da Nang comptait 728 000 habitants (en 2001) pour 1 250 km2.
Le port baptisé Port de Tiên Sa est facile d'accès et bien abrité, qui occupe une place importante dans les routes commerciales du Pacifique. Da Nang est le centre du commerce, de l'éducation et des transports du Viêt Nam central,. Il exporte une bonne partie des productions agro-alimentaires du Viêt Nam, comme le poisson séché, le riz, le thé ou la sauce de poisson (nước mắm). La ville est desservie par l'aéroport international de Đà Nẵng et la gare de Đà Nẵng.
C'est aussi l'une des destinations touristiques les plus importantes du Viêt Nam. La ville jouit de quelques belles plages avec des stations touristiques dotées d'hôtels cinq étoiles.
Au large de Da Nang se trouve le gisement de gaz naturel offshore de Cá voi xanh.

## Histoire

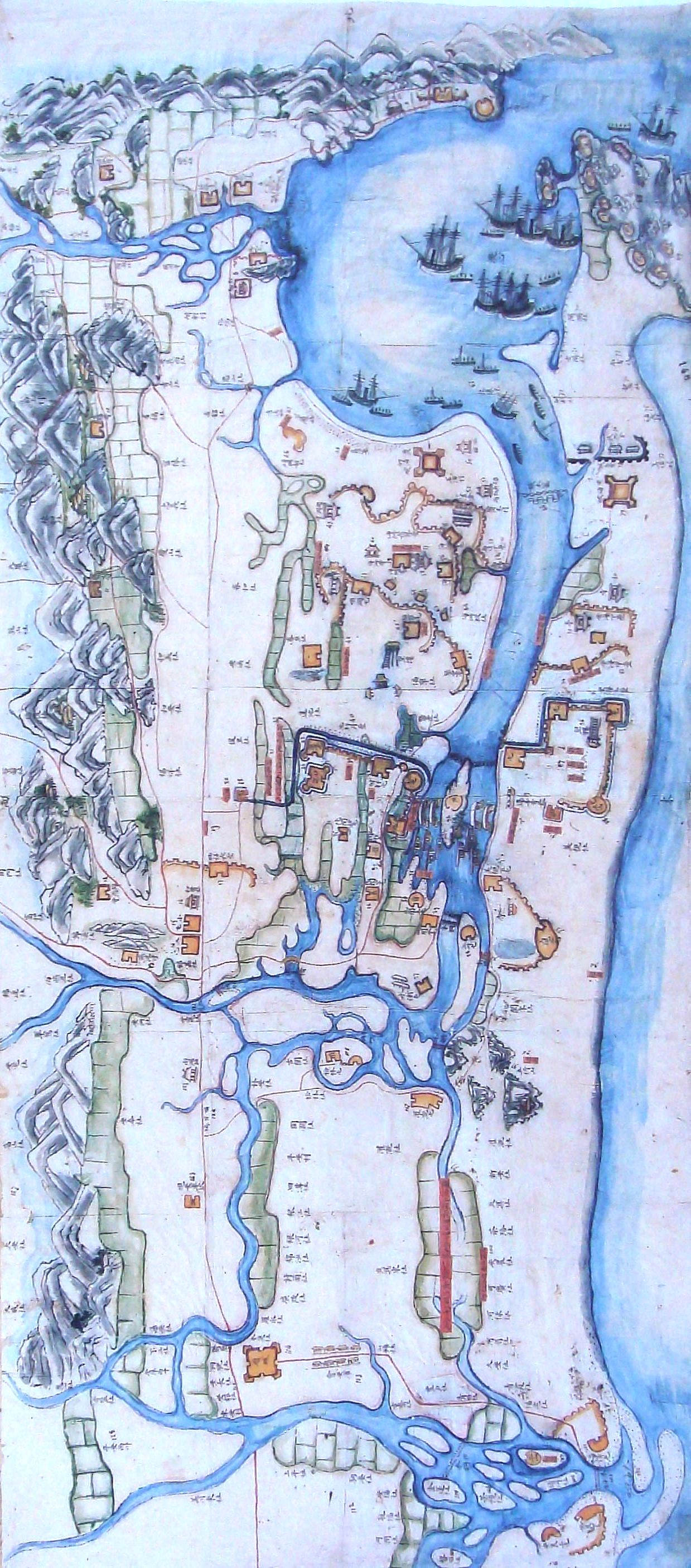
Carte vietnamienne de la baie de Tourane, les navires alliés sont visibles.

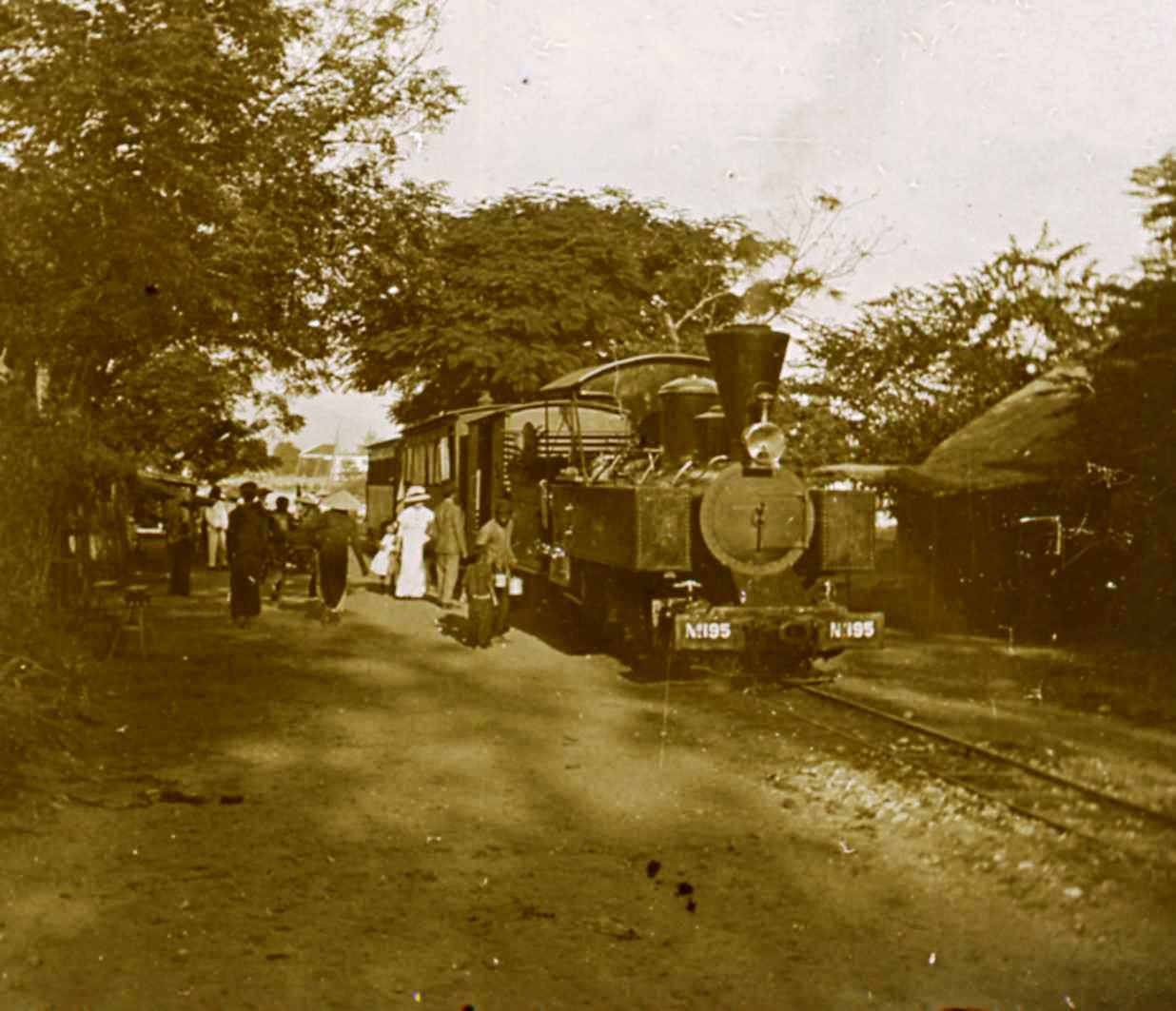
La gare de Tourane en 1906.

La ville fut cédée à la France en 1787-1788, à la suite de l'aide de l'armée française pour installer Quang Trung, qui devint empereur. En 1788, fut aussi cédé l'archipel de Poulo-Condore à la France. Après avoir perdu ses possessions en Inde, entre 1761 et 1763, la France fut sollicitée par des rois du sud-est asiatique et envisagea un nouveau projet colonial en Asie. Le projet de l'administration de Louis XVI était d'installer un protectorat en Annam et Tonkin. Mais ce projet ne résista pas de la Révolution française, entre 1789 et 1799. Les territoires furent repris par l'empereur Quang Trung entre 1795 et 1800.
Au congrès de Vienne de 1815, les deux territoires ne seront même pas mentionnés.
Bien avant l'arrivée des Français, au début des années 1850, un des « vaisseaux noirs » américains du Commodore Perry, l'USS Constitution, se présenta dans la rade, sans accoster.
En août 1858, les troupes franco-espagnoles commencèrent le siège de Tourane sur ordre de Napoléon III, pour débuter l'occupation coloniale de la région.
Comme pour une concession, la région fut rebaptisée Tourane (translittération en français de Cua Han, embouchure de la rivière Han). Elle vint à être considérée comme une des cinq plus grandes villes de l'Indochine française, avec Hanoï, Saïgon, Cholon et Haiphong.
Pendant la guerre du Viêt Nam, la ville fut le siège d'une base aérienne importante utilisée tant par les Sud-Vietnamiens que par les forces aériennes des États-Unis. Les réfugiés de la ville de Hué contribuèrent à une hausse de la population à la suite de la bataille de Hué en 1968, population qui dépassa alors le million d'habitants.
Les 3e et 4e bataillons du 21e régiment d'infanterie « Gimlet » (vrilles en français) furent intégrés le 15 février 1969 dans la 23e division d'infanterie « Americal ». L'une des missions de cette division était de participer à des opérations offensives pour assurer la sécurité de la base de Chu Lai. Le 11 août 1972, avec la désengagement américain de la guerre du Viêt Nam, les Gimlets furent la dernière unité de combat terrestre mise au repos et à quitter le pays un peu plus tard.
Jusqu'en 1997, la ville faisait partie de la province de Quảng Nam-Đà Nẵng. Le 1er janvier 1997, Đà Nẵng fut séparée de la province de Quảng Nam pour devenir la quatrième municipalité du Vietnam (une des cinq contrôlées directement par le gouvernement central).

## Subvisions administratives

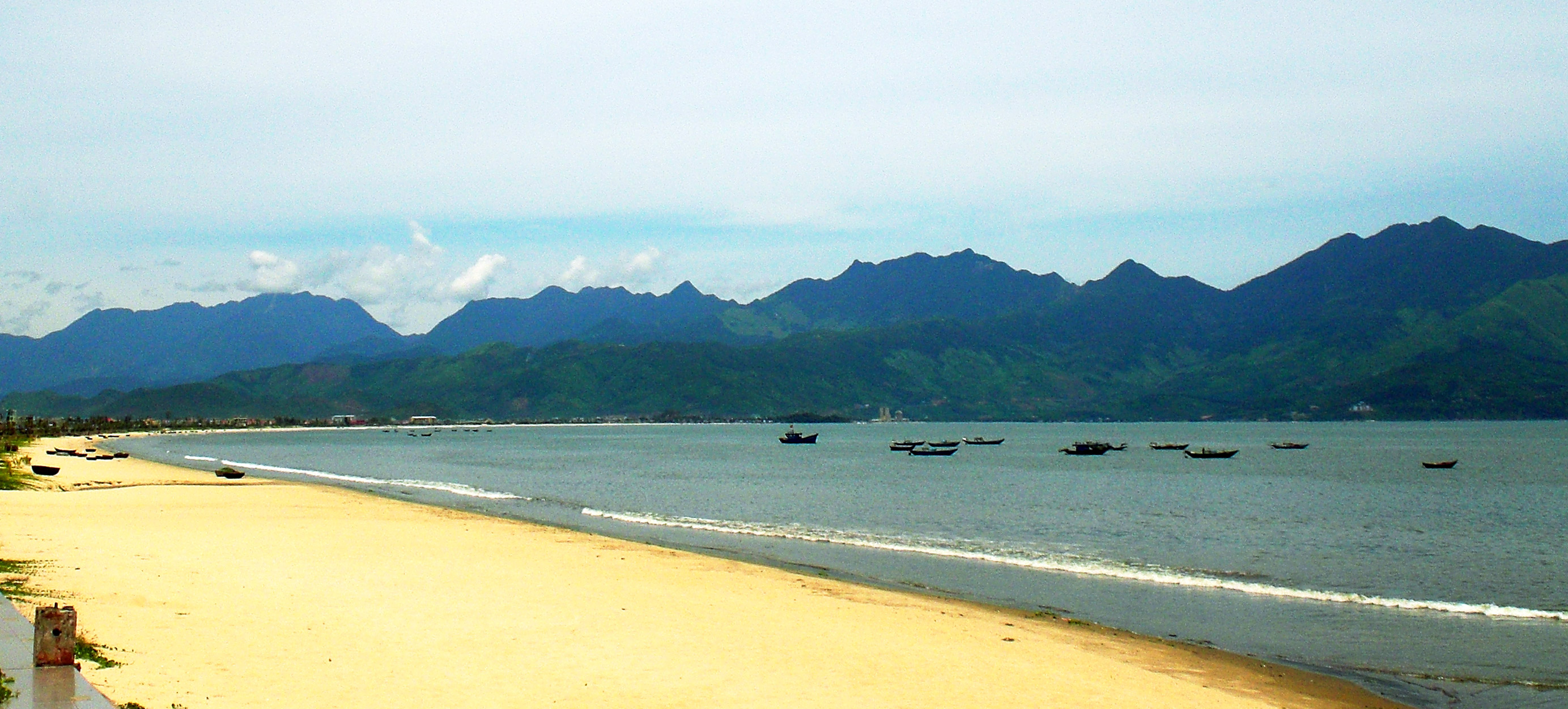
La plage de Đà Nẵng.

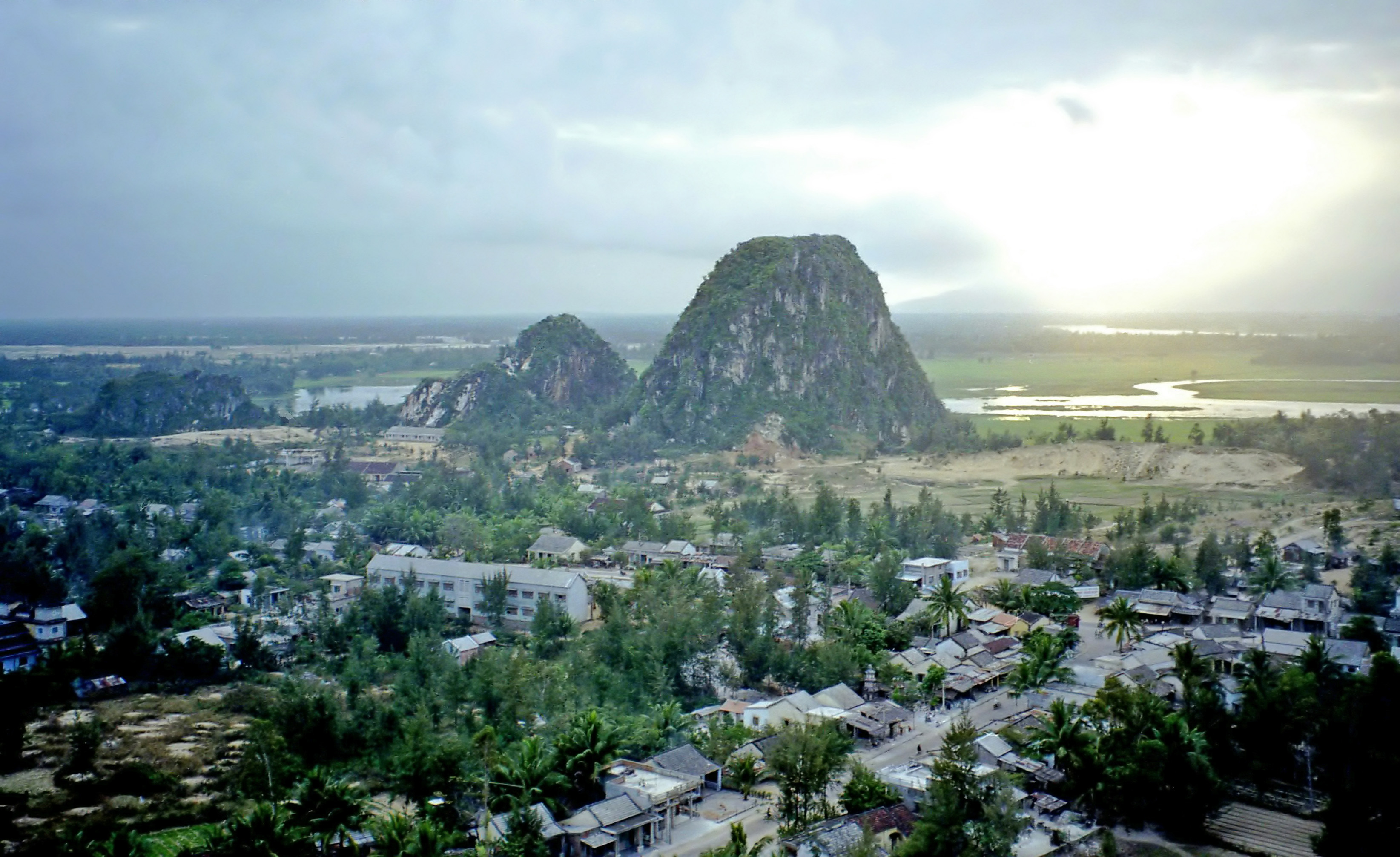
Montagnes de marbre près de Đà Nẵng.

Đà Nẵng est une des cinq municipalités qui ont des organisations administratives et exécutives similaires à celles des provinces. Il y a six arrondissements urbains, un arrondissement rural et un arrondissement insulaire à Đà Nẵng[style à revoir].
| Noms                                           | Surface (km²) (2009) | Population (2009) | Densité (hab./km²) |
| ---------------------------------------------- | -------------------- | ----------------- | ------------------ |
| Ville de Đà Nẵng                               | 1 255,53             | 887 069           | 706                |
| Arrondissement de Hải Châu (13 quartiers)      | 24,08                |                   |                    |
| Arrondissement de Thanh Khê (10 quartiers)     | 9,3                  |                   |                    |
| Arrondissement de Sơn Trà (7 quartiers)        | 60,78                |                   |                    |
| Arrondissement de Ngũ Hành Sơn (4 quartiers)   | 36,52                |                   |                    |
| Arrondissement de Liên Chiểu (6 quartiers)     | 82,37                |                   |                    |
| Arrondissement de Cẩm Lệ (6 quartiers)         | 33,3                 |                   |                    |
| Arrondissement rural de Hòa Vang (11 communes) | 704,18               |                   |                    |
| Arrondissement de Hoàng Sa (17 îles)           | 305                  |                   |                    |

## Destinations touristiques
- Cathédrale du Sacré-Cœur
- Musée de la sculpture cham (anciennement musée Henri Parmentier)
- La statue à la tête de dragon et au corps de poisson
- Bach Dang (anciennement quai de l'Amiral)
- Bà Nà Hills (en)[7]
- La péninsule de Son Trà[8]
- Pont du Dragon
- Pont de l'amour[9]
- Montagnes de Marbre
- Pagode Linh Ung (plus grande pagode de Da Nang)
- Marché Han
- Le col des Nuages

## Circulation
Plusieurs ponts permettent de traverser le fleuve Han, le pont Han, une des premières constructions modernes et qui marque le début de la transformation économique et touristique de la ville, le pont de Dragon, qui lance de l'eau et du feu à certaines heures de la soirée, le pont Thuận Phước (en), le pont Trần Thị Lý (en) et le pont Nguyễn Văn Trỗi (en), anciennement dénommé pont de Lattre de Tassigny.

## Personnalités
- Dany Carrel, actrice française
- Huỳnh Thị Bảo Hòa (1896-1982), femme de lettres, autrice romancière, journaliste et activiste féministe
- My Tam, chanteuse vietnamienne

## Films documentaires
La Fille de Da Nang ou Daughter from Danang, film documentaire de 83 minutes réalisé en 2002 réalisé et produit par Gail Dolgin avec comme personnage principal Mai Thi Kim qui relate l'histoire de Heidi Bub (dont le nom vietnamien est Mai Thi Hiep), née le 10 décembre 1968 à Da Nang durant l'opération Babylift ; en 1975 avec l'évacuation des enfants sud-vietnamiens vers d'autres pays. Le film remporta le Grand Prix des documentaires du jury du festival de film de Sundance et fut nommé  par l'Académie des Awards en tant que meilleur long-métrage.

## Jumelages
La ville de Đà Nẵng est jumelée avec :
- Tacoma (États-Unis)
- Jersey City (États-Unis)
- Riverside (États-Unis)
- San Francisco (États-Unis)
- Pittsburgh (États-Unis)
- Oakland (États-Unis)
- Newcastle (Australie)
- Queensland (Australie)
- Kawasaki (Japon)
- Iwaki (Japon)
- Shizuoka (Japon)
- Kagoshima (Japon)
- Préfecture d'Okinawa (Japon)
- Shandong (Chine)
- Jiangsu (Chine)
- Qingdao (Chine)
- Macao (Macao).